# Сборная Сербии по регби-7
Сборная Сербии по регби-7 (серб. Рагби 7 репрезентација Србије) — национальная сборная команда Сербии, представляющая страну в международных соревнованиях по регби-7. Управляется Регбийным союзом Сербии.
Высшими достижениями сборной Сербии на чемпионатах Европы являются победа в дивизионе B на турнире в Литве в 2011 году и второе место на турнире дивизиона B на турнире в Хорватии в 2015 году: оба раза сборная вышла в дивизион A чемпионата Европы. В 2022 и 2023 годах она выступала в Конференции 1 чемпионата Европы (оба раза турнир прошёл в Белграде).
В 2024 году сборная примет участие в очередном розыгрыше Конференции 1 чемпионата Европы в Белграде (с 8 по 9 июня).

## Состав

### Чемпионат Европы 2015
Заявка сборной Сербии на матчи дивизиона C чемпионата Европы 2015 года в Загребе — отборочного турнира к Олимпиаде в Рио:
- Игор Деянович (серб. Igor Dejanović) — Партизан (серб. Partizan)
- Андрия Янкович (серб. Andrija Janković) — Црвена Звезда (серб. BRK Crvena zvezda)
- Андрей Байдука (серб. Andrej Banduka) — Црвена Звезда (серб. BRK Crvena zvezda)
- Даниель Каян (серб. Danijel Kajan) — Црвена Звезда (серб. BRK Crvena zvezda)
- Витор Любичич (серб. Vitor Ljubičić) — Црвена Звезда (серб. BRK Crvena zvezda)
- Александр Неделькович (серб. Aleksandar Nedeljković) — Црвена Звезда (серб. BRK Crvena zvezda)
- Исток Тотич (серб. Istok Totić) — Црвена Звезда (серб. BRK Crvena zvezda)
- Марко Кнежевич (серб. Marko Kneževic) — Рад Моццарт (серб. Rad Mozzart)
- Марко Исаилович (серб. Marko Isailović) — Рад Моццарт (серб. Rad Mozzart)
- Урош Бабич (серб. Uroš Babić) — Рад Моццарт (серб. Rad Mozzart)
- Миладин Живанов (серб. Miladin Živanov)  — Рад Моццарт (серб. Rad Mozzart)
- Милан Маринкович (серб. Milan Marinković) —  Ардроссан Академикалс[англ.]

Тренеры — Милан Орлович (серб. Milan Orlović) и Петар Станич (серб. Petar Stanić).

### Чемпионат Европы 2023
Заявка сборной Сербии на матчи Конференции 1 чемпионата Европы 2023 года в Белграде (с 9 по 11 июня):
| Игрок                 | Оригинал имени         | Номер | Дата рождения            | Клуб         |
| --------------------- | ---------------------- | ----- | ------------------------ | ------------ |
| Стефан Джорджевич     | Stefan Đorđević        | 1     | 29 мая 1995 (29 лет)     | Партизан     |
| Урош Йончич           | Uroš Jončić            | 2     | 20 июля 1991 (33 года)   | Рад          |
| Реля Печанац          | Relja Pečanac          | 3     | 12 апреля 2001 (23 года) | Рад          |
| Стефан Ивкович        | Stefan Ivković         | 4     | 10 апреля 1991 (33 года) | Крушевац     |
| Неманья Лазич         | Nemanja Lazić          | 5     | 7 августа 2004 (20 лет)  | Крушевац     |
| Янко Земун Милинкович | Janko Zemun Milinković | 6     | 24 декабря 1998 (26 лет) | Бергамо 1950 |
| Ален Чосович          | Alen Ćosović           | 7     | 12 февраля 1988 (37 лет) | Рад          |
| Миладин Живанов       | Miladin Živanov        | 8     | 12 января 1988 (37 лет)  | Рад          |
| Алекса Йованович      | Aleksa Jovanović       | 9     | 23 октября 2004 (20 лет) | Крушевац     |
| Антуан Йовович        | Antoine Jovović        | 10    | 8 ноября 1997 (27 лет)   | Мериньяк     |
| Даниель Стоянович     | Danijel Stojanović     | 11    | 19 ноября 2004 (20 лет)  | Рад          |
| Милан Труйкич         | Milan Trujkić          | 12    | 9 июля 2001 (23 года)    | Рад          |
| Андрей Шушак          | Andrej Šušak           | 13    | 8 сентября 2003 (21 год) | Дорчол 1998  |